# Frank Church
Frank Forrester Church III, född 25 juli 1924 i Boise, Idaho, död 7 april 1984 i Bethesda, Maryland, var en amerikansk demokratisk politiker. Han representerade delstaten Idaho i USA:s senat 1957-1981. Han var ordförande i senatens utrikesutskott 1979-1981. Från och med 2022 är han den enda demokraten från delstaten som har suttit i mer än två mandatperioder i senaten.

## Bakgrund och tidig karriär
Church gick i skola i Boise High School. Han vann 1941 American Legions nationella taltävling. Han tjänstgjorde som underrättelseofficer i USA:s armé i andra världskriget. Han gifte sig 1947 med Bethine Clark, dotter till guvernören Chase A. Clark. Paret fick två barn, teologen Forrest Church (Frank Forrester Church IV) och Chase Clark Church. Frank Church avlade 1947 grundexamen vid Stanford University. Han inledde sedan sina juridikstudier vid Harvard Law School men återvände efter ett läsår till Stanford där han 1950 avlade juristexamen. Han inledde därefter sin karriär som advokat i Boise. Redan under studietiden insjuknade Church i testikelcancer och en läkare gav honom bara några månader att leva. Han överlevde tack vare strålbehandling.

## Senator för Idaho
Church besegrade tidigare senatorn Glen H. Taylor i demokraternas primärval inför senatsvalet 1956. Han besegrade sedan sittande senatorn Herman Welker i själva senatsvalet. Church omvaldes 1962, 1968 och 1974. Church höll en hög profil i miljöfrågor och förespråkade lagligheten i regeringens agerande. Han var en av de första senatorerna som blev motståndare till Vietnamkriget trots att han tidigare hade varit för USA:s inblandning i konflikten. Efter Watergateaffären blev han känd som ordförande i senatens specialutskott (Church Committee) som undersökte olagligheten i CIA:s och FBI:s aktiviteter. Bland de undersökta olagligheterna var inblandningen av USA:s underrättelseagenter i morden på utländska politiker som Patrice Lumumba och Rafael Trujillo. En annan fråga som undersöktes var inblandningen av maffiamedlemmar i CIA:s hemliga operationer mot Fidel Castro. Republikanen John Tower var viceordförande i specialutskottet. Walter Mondale, Howard Baker och Barry Goldwater fanns med bland de övriga medlemmarna.
Church kandiderade i demokraternas primärval inför presidentvalet i USA 1976. Partiet nominerade Jimmy Carter som sedan vann valet. Churchs stöd till fördragen att återlämna Panamakanalzonen till Panama minskade hans popularitet i Idaho. De konservativa motståndarna grundade lobbygruppen Anybody But Church Committee (ABC) med syfte att förhindra senatorns återval. Church efterträdde 1979 John Sparkman som ordförande i utrikesutskottet. Kongressledamoten Steve Symms besegrade Church i senatsvalet 1980.
Church var presbyterian. Han avled i pankreascancer. Hans grav finns på Morris Hill Cemetery i Boise.